# Babymoto
Babymoto is een Frans historisch motorfietsmerk.
Het was gevestigd in Saint-Étienne en produceerde van 1952 tot 1954 bromfietsen met inbouwmotoren van verschillende toeleveranciers. Daarnaast bouwde men ook een 125cc-scooter met een motorblokje van Ultima.